# František Novák (lidovecký senátor)
František Novák (6. února 1872 Okříšky – 10. října 1940 Praha) byl český a československý železničář a politik; meziválečný senátor Národního shromáždění za Československou stranu lidovou.

## Biografie
Pocházel ze selské rodiny. Od roku 1892 byl zaměstnancem státních drah. Na smíchovském nádraží později zastával místo komerčního náměstka a posléze přednosty dopravního úřadu. Po 1. světové válce se stal přednostou v Břeclavi a následně vrchním inspektorem státních drah. Od roku 1919 byl členem ČSL, od roku 1921 předsedal Svazu lidových železničářů v ČSR.
Povoláním byl inspektorem státních drah, bytem na Smíchově.
Po parlamentních volbách v roce 1925 získal za Československou stranu lidovou senátorské křeslo v Národním shromáždění. Post senátora ale nabyl až dodatečně během roku 1925 jako náhradník poté, co zemřela senátorka Augusta Rozsypalová. Mandát obhájil v parlamentních volbách v roce 1929 a parlamentních volbách v roce 1935. V senátu setrval do jeho zrušení roku 1939, přičemž krátce předtím, v prosinci 1938, ještě přestoupil do nově zřízené Strany národní jednoty.